# Кана-Шейх Хантиев

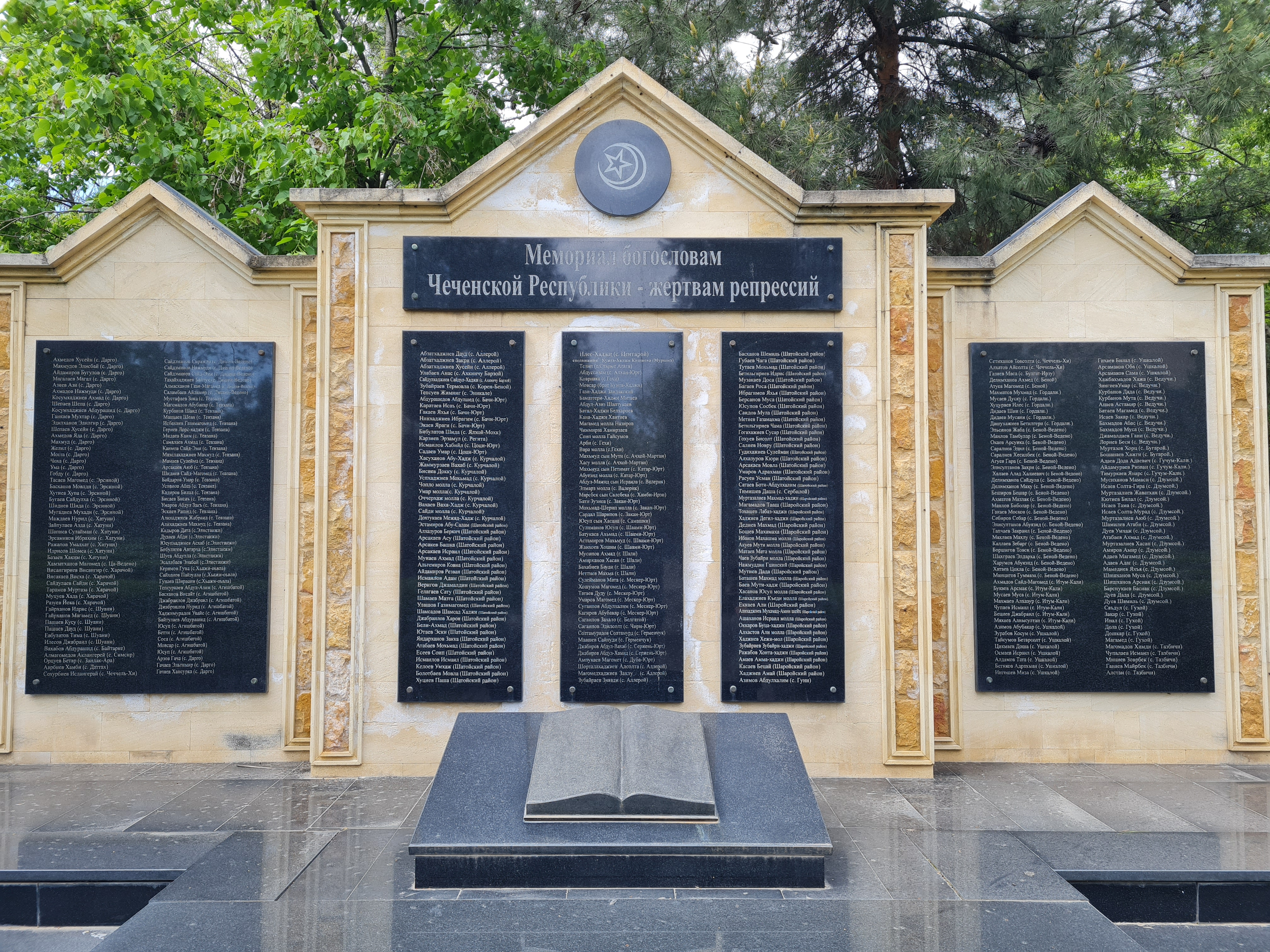
Мемориал богословам Чечни-жертвам репрессий

Кана-Шейх (чечен. ХІентин Кана) — шейх накшбандийского тариката, политический деятель Чечни начала XX века, младший брат  Усмана-Хаджи. Выходец из тайпа Аллерой.

## Биография
Кана-Шейх родился в 1848 году в ауле Старый Юрт в семье Хенти Ахметханова и его второй жены Жовхар. В начале 1850-х годов семья Ахметхановых переехала в селение Нижний Наур.

### Учёба
Религиозное обучение начал в медресе Абу-Шайха, куда его отдал старший брат Усман-Хаджи. В 1873 году Абу-Шейх умер, и Кана стал муталимом кумыкского суфия Хож-Ахмеда Аксайского, который вместе с Усман-Хаджи поспособствовал в получении им ранга шейха.

### Просветитель
В 1896 году Кана-Шейх после смерти своего брата стал главой медресе в Лаха-Невре. Часть муталимов завершила начатое при Усман-Хаджи обучение у Кана-Шейха.
Кана-Шейх вместе с Хуси-муллой Успахаджиевым стали инициаторами открытия русской школы в Нижнем Науре. Первый «приговор» с ходатайством об открытии школы был составлен в апреле 1899 года, а второй — 24 марта 1900 года. Строительство школы закончилось в октябре 1900 года, открытие состоялось 1 января 1901 года. В марте того же года в школе училось 50 мальчиков, Саблуков преподавал русский язык и грамоту, а Байсурко Эльжуркаев обучал детей «магометанскому закону».

### Ссылка
В 1911 году царская администрация начала ужесточение мер по борьбе с абреком Зелимханом Харачоевским. В октябре по распоряжению кавказского наместника графа Воронцова-Дашкова за поддержку Зелимхана были высланы в Калужскую губернию следующие религиозные авторитеты: Баматгирей Митаев, Сугаип-мулла Гойсумов, Абдул-Азиз Шаптукаев, Магомед Назиров, Чиммирза Хамирзаев, Батал-Хаджи Белхороев, Омар-Хаджи Андийский и Кана-Шейх Хантиев. Шейхи были высланы вместе с семьями. По сведениям царской администрации, жителю с. Нижний Наур Кану Хантиеву в октябре 1911 года было 55 лет, жене его Замзе Есиевой было 45 лет. Сыновья: Абдурахман (18 лет), Абу (15 лет), Яраги (10 лет). Дочери: Макка (12 лет), Мединат (9 лет), Хава (8 лет) и Хайдижат (2 года).
В мае 1912 года по распоряжению главнокомандующего войсками на Кавказе ему разрешили вернуться домой. По его возвращении в Нижнем Науре состоялись торжественные религиозные мероприятия («сагIа»), на котором присутствовали гости из разных селений Чечни и Ингушетии.

### Последние годы шейха
В конце 1917 года, в преддверии гражданской войны, Кана-Шейх собрал вооружённый отряд с целью защиты местных жителей.
В январе 1918 года с ополченцами из притеречных сёл Кана-Шейх участвовал в бою за Старый-Юрт. С 1918 по 1920 год отряд Каны Хантиева охранял притеречные селения от казаков, с 1919 года — участвовал в боях с деникинцами.
В первой половине 1920-х годов был советником кадия шариатского суда с. Нижний Наур Гандора Муртаева.
С 1925 года в Чечне начались репрессии религиозных деятелей, через год были запрещены шариатские суды. В 1929 году Кана-Шейх был арестован сотрудниками ОГПУ и полтора года провёл в заключении. Повторно арестован в марте 1933 года, а 9 апреля был приговорён к расстрелу. 10 мая 1933 года был расстрелян. Реабилитирован в 1990 году.